# Gargamel
Gargamel (franska Gargamel), även känd som Gnagelram, är en rollfigur i den tecknade serien om Smurfarna.

## Bakgrund
Gargamel är en elak alkemist som håller på med häxbrygder och trollkonster (han har en trolldomsbok) och som ser smurfarna som sina fiender. Ibland vill han äta dem och ibland förvandla dem till guld. Han har många men än så länge oprövade recept på hur man tillagar smurfer men har i serien aldrig verkligen setts äta någon smurf. Däremot har han vid ett tillfälle lyckats fånga samtliga smurfer utom en och gjort dem till sina slavar. Han bor tillsammans med sin katt Azrael i ett hus i skogen inte långt från Smurfarnas by i Det glömda landet, men har alltid svårt att finna vägen till smurfbyn.
Gargamel är i Peyos ursprungsvärld den enda människan som bor i Det glömda landet, medan omgivningarna i senare skapelser befolkats av bland annat en mjölnare med familj.

## I olika medier
I den svenska dubbningen av TV-serien gjordes Gargamels svenska röst av Steve Kratz och senare av Jan Simonsson. I filmerna Smurfarna från 2011 och Smurfarna 2 från 2013 spelas figuren av Hank Azaria, i de svenskdubbade versionerna av filmerna gjordes rösten av Rolf Lydahl. I filmen Smurfarna: Den försvunna byn från 2017 gjordes rösten till Gargamel i originalversionen av Rainn Wilson och i den svenska dubbningen av Michael Jansson.

## Utanför Smurfarna
Under 2023 spreds den kränkande trenden "Garga-snipes" på TikTok. Trenden gick ut på att smygfotografera personer som kan anses fula eller likna karaktären Gargamel, och sedan publicera bilderna på TikTok under namnet Garga-snipe.